# 陈毓蕙
陈毓蕙，河南温县人，是一名清朝政治人物。
陈毓蕙曾于1807年接替艾荣松任奉贤县知县一职，1807年由张敏求接任。